# Sistema nervioso periférico
El sistema nervioso periférico es junto con el sistema nervioso central (formado por el encéfalo y la médula espinal), una de las dos divisiones del sistema nervioso. El sistema nervioso periférico está formado por los nervios y ganglios nerviosos que se extienden fuera del sistema nervioso central. Su función principal es conectar el sistema nervioso central con los miembros y órganos. Carece de revestimiento óseo protector lo que lo diferencia del sistema nervioso central que está envuelto por el cráneo y la columna vertebral.
En la especie humana está compuesto por 12 pares de nervios craneales y 31 pares de nervios espinales, dando así un total de 43 pares de nervios. Cada uno de los nervios sigue un trayecto definido e inerva un sector específico del cuerpo. La división entre sistema nervioso central y sistema nervioso periférico es anatómica o estructural. Desde el punto de vista funcional el sistema nervioso periférico puede dividirse en sistema nervioso somático que se controla de forma voluntaria y sistema nervioso autónomo que funciona de forma involuntaria o automática.

## Estructura

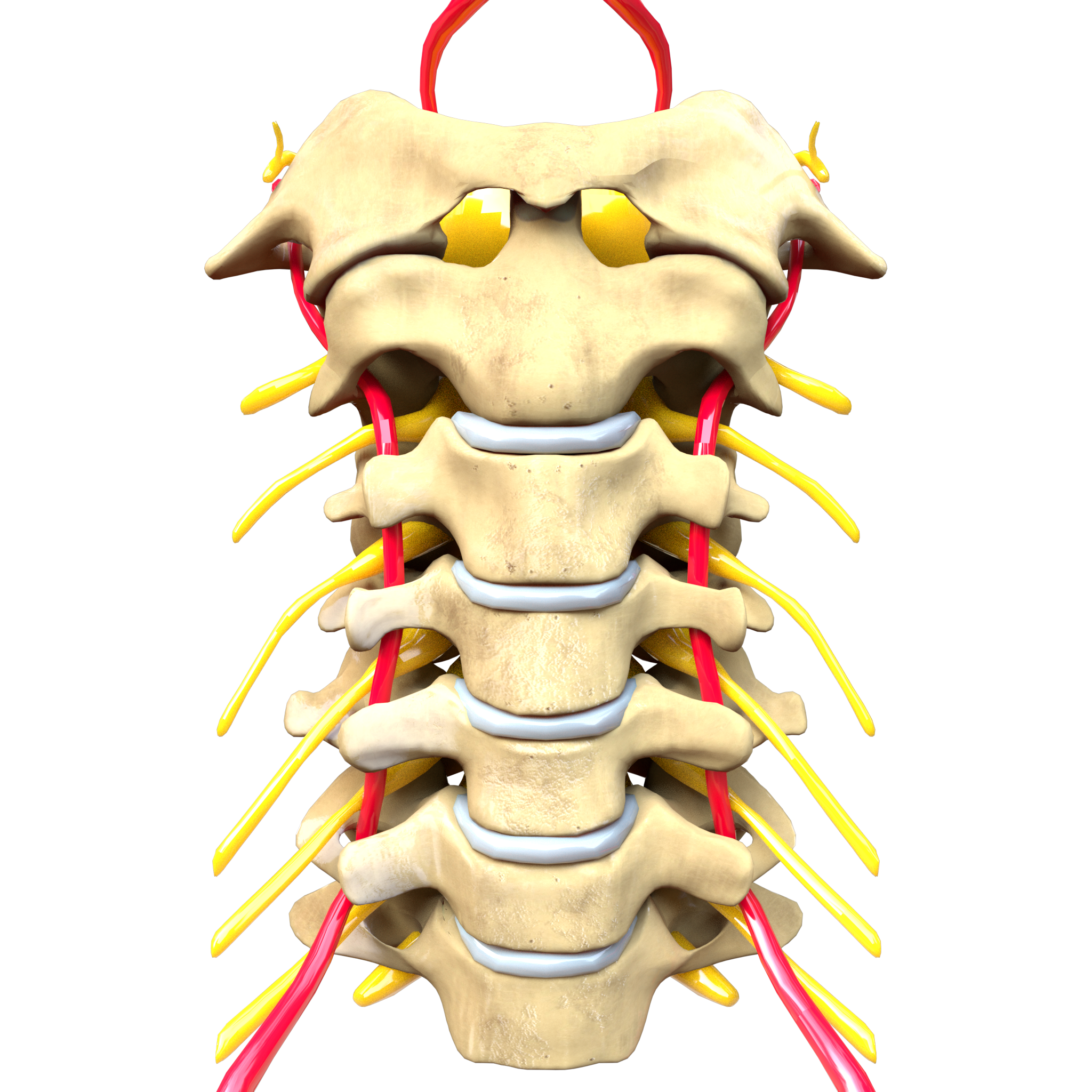
Imagen de la columna cervical. En amarillo pueden verse los nervios espinales que surgen a ambos lados de las vértebras. En color rojo las arterias vertebrales.

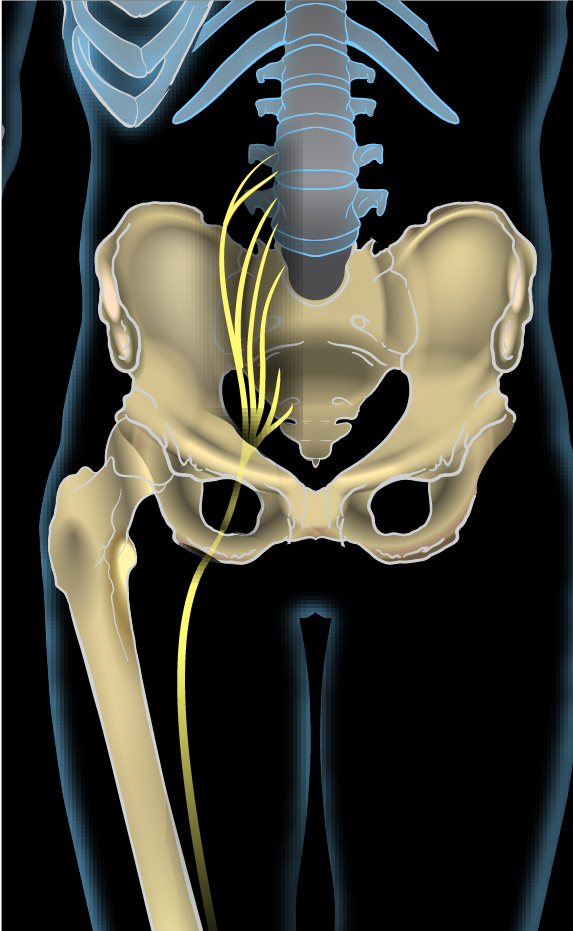
El nervio ciático es un nervio motor que se origina en el plexo sacro.

- Nervios espinales. Son un total de 31 pares de nervios cada uno con dos partes o raíces que se unen entre sí: una sensitiva y otra motora. La parte sensitiva es la que traslada la información desde los receptores hasta la médula espinal, mientras que la parte motora es la que lleva los impulsos desde la médula espinal hasta los efectores correspondientes. Se distribuyen de la siguiente forma:
  - 8 pares de nervios cervicales
  - 12 pares de nervios dorsales o torácicos
  - 5 pares de nervios raquídeos lumbares
  - 5 pares de nervios raquídeos sacros
  - 1 par de nervios raquídeos coccígeos

Cada nervio espinal o raquídeo se une en dos puntos distintos a la médula espinal; tiene una raíz posterior y una raíz anterior. Las raíces posterior y anterior se unifican para formar el nervio raquídeo. Como la raíz posterior contiene fibras sensitivas y la raíz anterior contiene fibras motoras, el resultado es un nervio mixto. Su recorrido es muy corto, pues inmediatamente se divide en dos ramas, una dorsal más pequeña y otra ventral o anterior más grande. En el tórax de las ramas ventrales parten pequeñas ramas comunicantes que transportan fibras pertenecientes al sistema nervioso autónomo. 

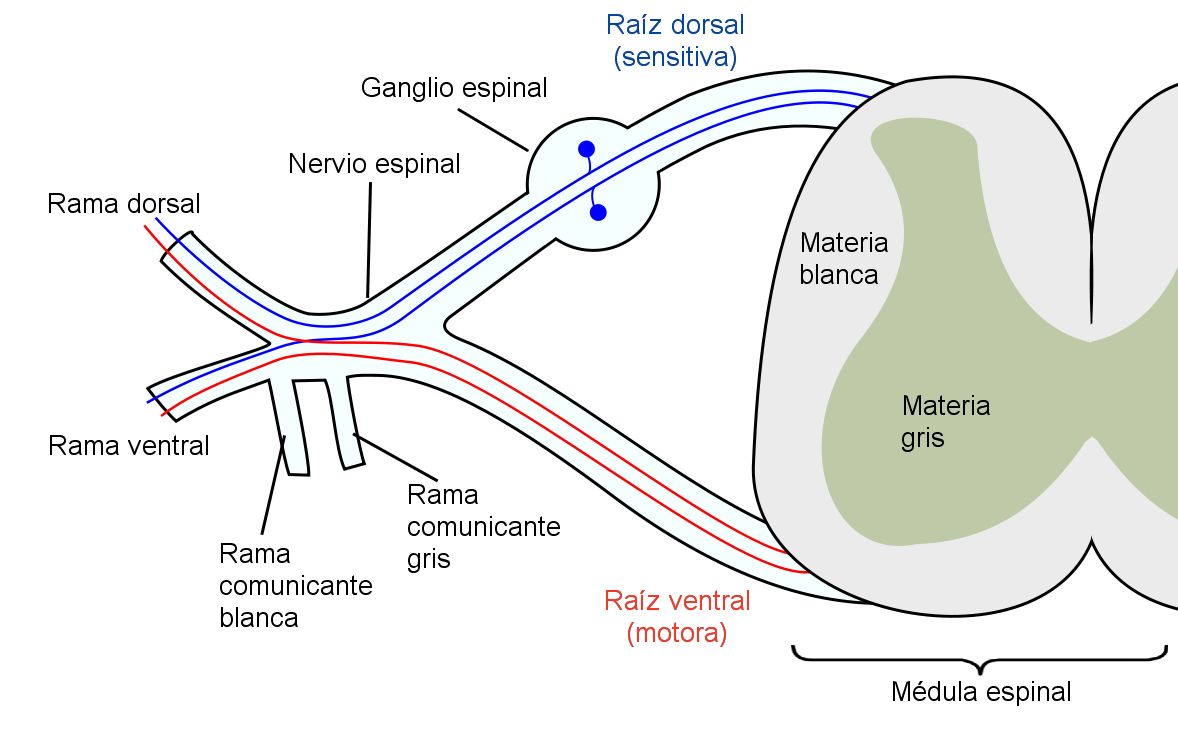
Esquema en el que se representa un nervio espinal con sus dos raíces, sensitiva y motora, saliendo de la médula espinal.

- Nervios craneales, también llamados pares craneales, son 12 nervios que envían información sensorial procedente del cuello y la cabeza hacia el sistema nervioso central o trasladan órdenes motoras para el control de la musculatura esquelética del cuello y la cabeza.
  - I. Nervio olfatorio. Es un nervio únicamente sensorial, conduce los impulsos nerviosos generados por las sustancias odoríferas desde la nariz hasta el encéfalo.
  - II Nervio óptico. Exclusivamente sensorial, transporta la información visual desde el ojo al encéfalo.
  - III Nervio oculomotor. Tiene fibras motoras que controlan el movimiento ocular y parasimpáticas que modifican el diámetro de la pupila.
  - IV Nervio troclear. Su función es motora sobre uno de los músculos cuya contracción mueve el globo ocular.
  - V Nervio trigémino. Es un nervio mixto que consta de una porción sensitiva y otra motora.
  - VI Nervio abducens o Motor Ocular Externo. Interviene en la movilidad ocular, es solamente motor.
  - VII Nervio facial. Es un nervio mixto con fibras sensitivas y motoras.
  - VIII Nervio vestibulococlear. Transporta al cerebro la información auditiva y sensorial procedente del oído interno.
  - IX Nervio glosofaríngeo. Es un nervio mixto. La porción sensitiva transporta señales procedentes de la lengua y la faringe.
  - X Nervio vago. Es sensitivo y motor, aporta además fibras parasimpáticas que actúan sobre diferentes órganos, entre ellos el estómago y el corazón.
  - XI Nervio espinal. Es un nervio motor que activa entre otros el músculo esternocleidomastoideo, provocando el giro de la cabeza.
  - XII Nervio hipogloso. Es un nervio motor para la musculatura de la lengua.

### Plexos

El plexo braquial se origina por la rama anterior de los nervios raquídeos C5-C8 y T1.

Los nervios espinales tras salir de la médula espinal forman redes constituidas por la unión de nervios adyacentes. Estas redes se llaman plexos. Existen cuatro principales:
- Plexo cervical. Existen dos, uno derecho y otro izquierdo. Se forman por los ramos anteriores de los cuatro primeros nervios cervicales y algunas ramas procedentes del quinto.[4]
- Plexo braquial. Se origina por los nervios raquídeos C5-C8 y T1. Da origen a varios nervios que llevan órdenes a los músculos del hombro y los miembros superiores, entre ellos el nervio cubital que hace posible lo contracción de los músculos que mueven la mano.[4]
- Plexo lumbar. Se forma por las ramas anteriores de los nervios raquídeos L1-L4. Da origen a los nervios que llevan órdenes motoras a los músculos de la región anterolateral del abdomen y los miembros inferiores.
- Plexo sacro. Lo forman las raíces anteriores de los nervios espinales L4-L5 y S1-S4. Da origen a nervios que llevan órdenes motoras a los miembros inferiores. Del plexo sacro surge el nervio ciático que es el más largo del organismo humano.

## Función
La función del sistema nervioso periférico es doble. Por una parte transporta los estímulos que recibe el organismo, tanto externos como internos, hasta el sistema nervioso central para ser procesados. Por otra parte traslada las órdenes generadas por el sistema nervioso central hasta los órganos y músculos de todo el cuerpo para que realicen las diferentes funciones. Si no existiera el sistema nervioso periférico los músculos no podrían ser gobernados por el cerebro por lo que el movimiento voluntario sería imposible, pues las órdenes cerebrales no alcanzarían su destino.

## Dermatomas

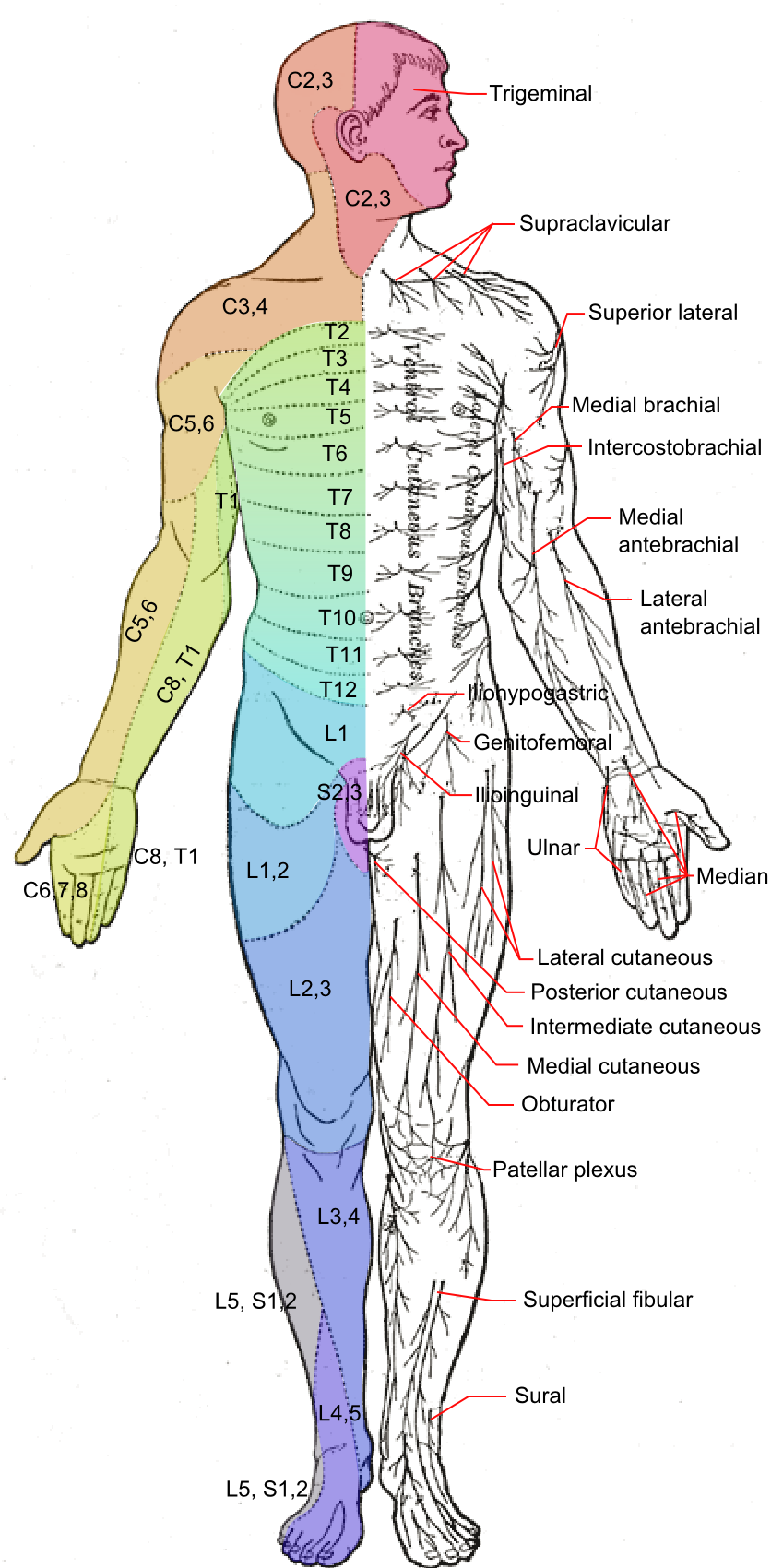
En la mitad derecha del cuerpo se representa el mapa de dermatomas. Visión anterior.

Un dermatoma es un sector de piel inervado por la porción sensitiva de un nervio espinal. Cada dermatoma correspondiente a un segmento medular y un nervio espinal. Se distribuyen de forma horizontal descendente a lo largo del tronco, en las extremidades la distribución es longitudinal. El mapa que muestra la distribución de los dermatomas es importante en medicina, pues permite determinar la localización de una lesión.

## Nervios y ganglios nerviosos
Los nervios son haces de fibras nerviosas que transportan información y forman parte del sistema nervioso periférico. Los nervios aferentes llevan información sensorial hacia el sistema nervioso central, mientras que los nervios eferentes transportan la información desde el sistema nervioso central a los órganos efectores. Los nervios que transportan las señales dolorosas son aferentes, mientras que los nervios motores que terminan en los diferentes músculos y hacen posible la contracción muscular y el movimiento son nervios eferentes. Existen nervios mixtos que transportan ambos tipos de información.
Los ganglios nerviosos están formados por acúmulos de cuerpos neuronales que se intercalan en el trayecto de algunos nervios y forman parte del sistema nervioso periférico, no deben confundirse con los ganglios linfáticos que forman parte del sistema linfático.

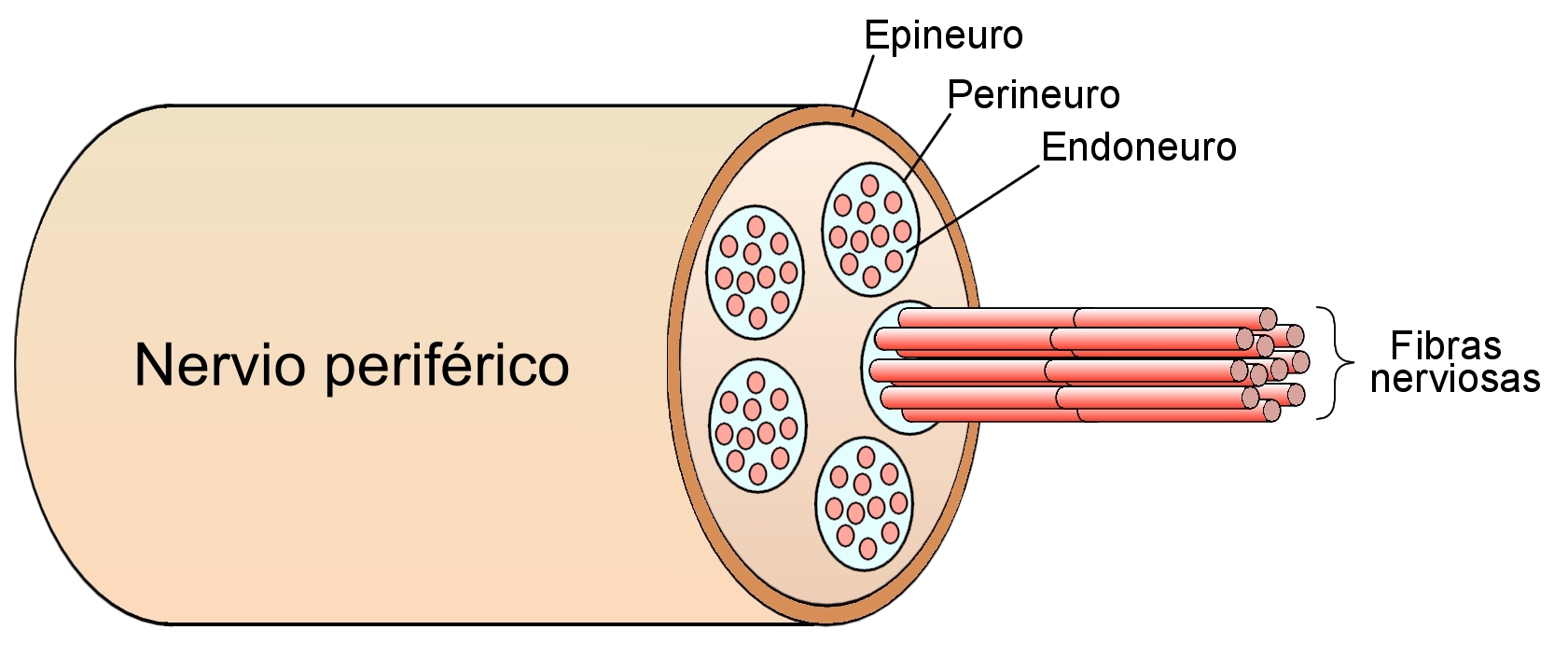
Esquema en el que se representa la sección un nervio periférico. Son visibles las fibras nerviosas que transportan la información.

## Patología

### Neuropatía periférica

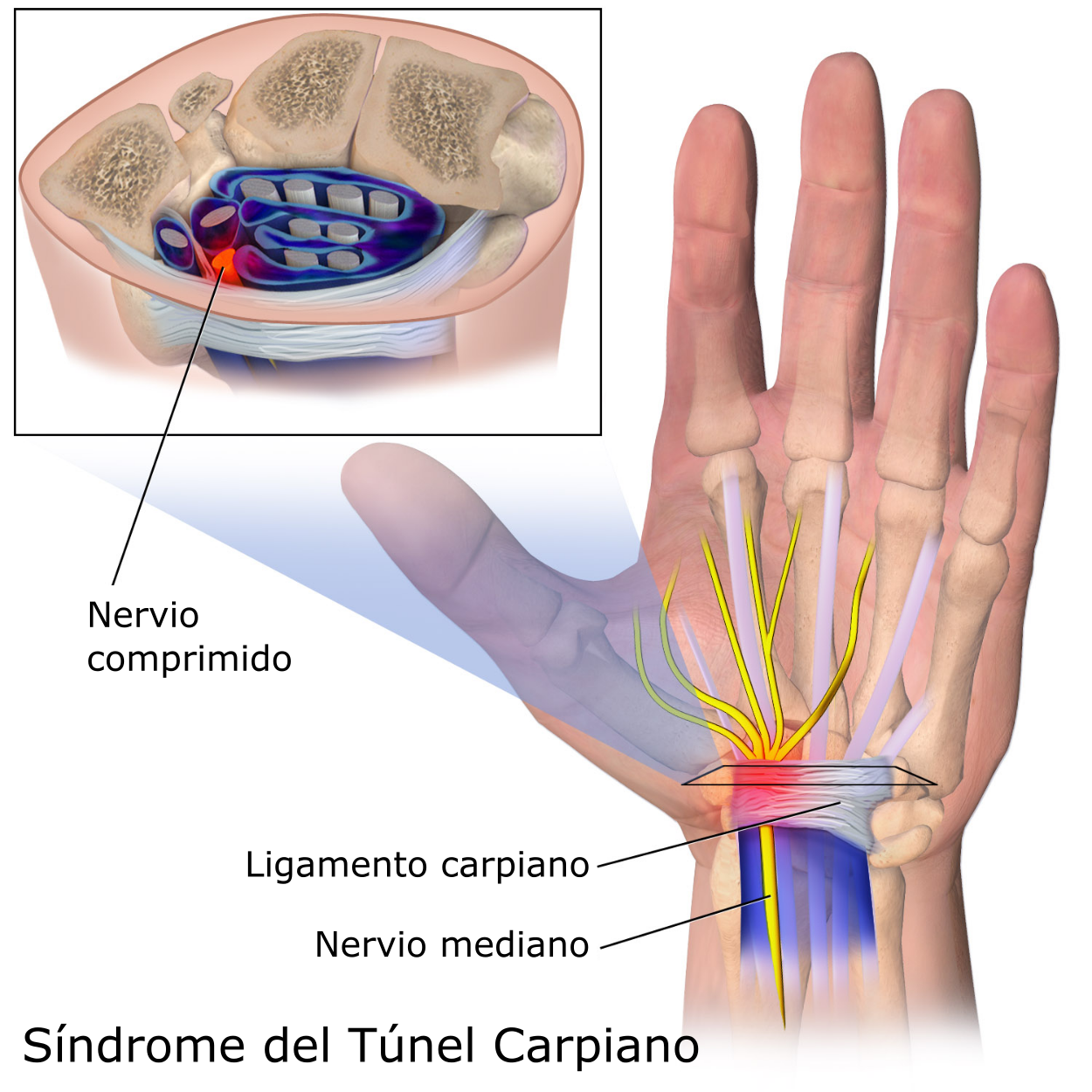
El síndrome del túnel del carpo se produce por atrapamiento del nervio mediano a nivel de la muñeca.

Se produce por daño en las fibras nerviosas que forman alguno de los nervios. Las causas pueden ser múltiples. De forma genérica se dividen en mononeuropatías cuando afectan únicamente al funcionamiento de un nervio y polineuropatías cuando es a varios. Como ejemplo de mononeuropatía puede citarse el síndrome del túnel del carpo que se produce por compresión del nervio mediano a su paso por la muñeca. Una de las polineuropatías más frecuentes es la tóxica por consumo de alcohol (polineuropatía alcohólica).

Los síntomas de las neuropatías dependen del tipo de nervio afectado y su localización. Cuando se afectan los nervios motores se produce debilidad muscular, contracciones incontroladas de los músculos (fasciculaciones) y atrofia muscular. Cuando se afectan los nervios sensoriales puede deteriorarse el sentido del tacto, sobre todo en pies y manos. La alteración en la función de las fibras que transmiten las sensaciones de dolor y temperatura provoca insensibilidad, por lo que las personas afectadas sufren en ocasiones graves lesiones en pies y quemaduras sin que perciban ningún tipo de dolor.